# Saadanius
Saadanius – rodzaj ssaka naczelnego żyjącego w oligocenie na terenach Półwyspu Arabskiego, blisko spokrewnionego z ostatnim wspólnym przodkiem małp Starego Świata i małp człekokształtnych, tworzących razem grupę małp wąskonosych. Gatunkiem typowym rodzaju jest Saadanius hijazensis, znany z jednej niekompletnej czaszki, wstępnie datowanej na 29–28 milionów lat. Okaz ten odkryto w 2009 roku w zachodniej Arabii Saudyjskiej, w pobliżu Mekki i po raz pierwszy opisano w 2010 r., po uprzednim porównaniu ze współczesnymi i kopalnymi małpami wąskonosymi.
Saadanius osiągał średnie rozmiary jak na małpę wąskonosą – masę jego ciała szacuje się na około 15–20 kg. Miał dłuższą twarz niż współczesne małpy wąskonose i nie posiadał rozbudowanych zatok czołowych (przestrzeni powietrznej w obrębie kości twarzoczaszki służącej filtracji powietrza) spotykanych u współczesnych małp wąskonosych. Miał jednak kostny kanał uszny (ektotympanum) i zęby podobne do spotykanych u małp wąskonosych. Odkrycie Saadanius może pomóc w uzyskaniu odpowiedzi na pytania dotyczące wyglądu ostatnich wspólnych przodków małp Starego Świata i małp człekokształtnych, a także pomóc ustalić moment podziału ewolucyjnego pomiędzy obie grupy naczelnych.

## Przypisy

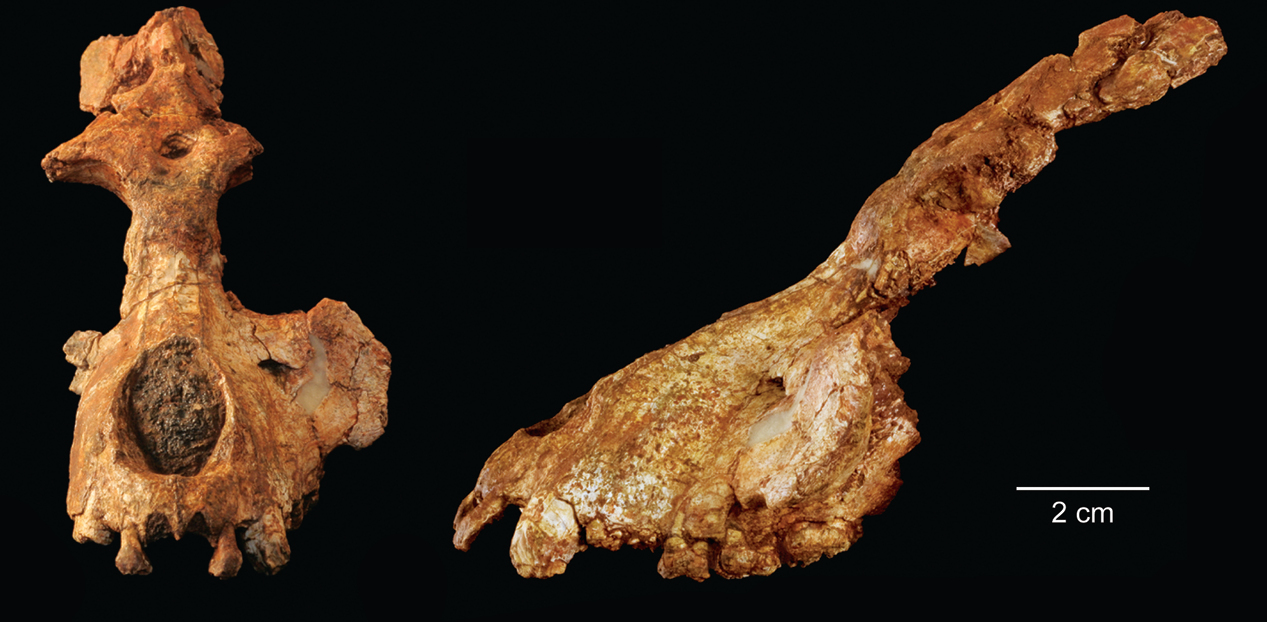
Holotyp Saadanius hijazensis widziany od przodu i z boku